# Шинџи Оно
Шинџи Оно (јап. 小野 伸二; 27. септембар 1979) јапански је фудбалер.

## Каријера
Током каријере играо је за Урава Ред Дајмондс, Фајенорд Ротердам, Бохум, Шимицу С-Пулс, Western Sydney Wanderers.

## Репрезентација
За репрезентацију Јапана дебитовао је 1998. године. Са репрезентацијом Јапана наступао је на три Светска првенства (1998, 2002. и 2006. године) и освојио је азијска куп (2000. године). За репрезентацију одиграо је 56 утакмица и постигао је 6 голова.

## Статистика
| Јапан  | Јапан | Јапан |
| Год.   | Ута.  | Гол.  |
| ------ | ----- | ----- |
| 1998   | 3     | 0     |
| 1999   | 0     | 0     |
| 2000   | 12    | 1     |
| 2001   | 9     | 1     |
| 2002   | 8     | 1     |
| 2003   | 5     | 0     |
| 2004   | 7     | 2     |
| 2005   | 2     | 0     |
| 2006   | 9     | 1     |
| 2007   | 0     | 0     |
| 2008   | 1     | 0     |
| Укупно | 56    | 6     |

## Трофеји

### Клуб
- Џеј лига (1) : 2006.
- Лига Куп Јапана (1) : 2006.

### Јапан
- Азијски куп (1) : 2000.